# Église Sainte-Bride

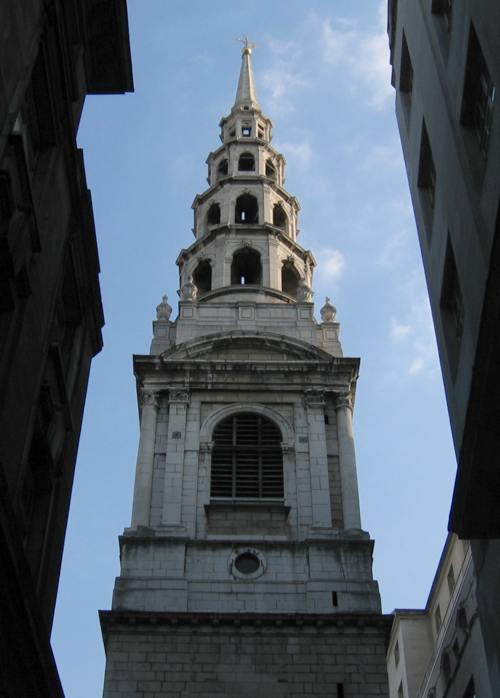
Vue de l’extérieur de l'église Sainte-Bride avec sa flèche de la rue Fleet.

L'église Sainte-Bride est une église ancienne de la City à Londres. Elle a été reconstruite après le Grand incendie de Londres de 1666, en suivant les instructions de Christopher Wren, une de ses églises les plus chères et plus raffinées.

## Histoire
Depuis le XVIe siècle, le quartier a été en particulier associé à l'imprimerie et récemment aux quotidiens de sorte que Sainte-Bride est devenue notoire comme église des journalistes. Pendant le Blitz l'église a été bombardée la nuit du 29 décembre 1940 et la nef a été complètement détruite.
En 1950, l'église est classée grade I.
En 1953, le travail de reconstruction a commencé et l'église restaurée est rouverte en présence de la reine Élisabeth II et du prince Philippe duc d’Édimbourg le 19 décembre 1957.
Depuis, St Bride s'est établie comme église pour l'industrie des médias et pour les sociétés commerciales qui se sont déplacées de Fleet Street ces dernières années.
En 2003, l'église est choisie comme arrière-plan d'un vidéoclip du chœur Libera.